# Reazione a catena
Ecologia del delitto (Ecologia crimei) sau Reazione a catena (Reacție în lanț) (cunoscut și ca Blood Bath, A Bay of Blood - O baie de sânge, Golful însângerat) este un film de groază italian din 1971 regizat de Mario Bava. Bava a scris scenariul împreună cu Giuseppe Zaccariello, Filippo Ottoni și Sergio Canevari, pe baza unei povestiri de Dardano Sacchetti și Franco Barberi. În rolurile principale joacă actorii Claudine Auger, Luigi Pistilli și Laura Betti. Carlo Rambaldi a creat efectele speciale.
Filmul prezintă activitățile criminale simultane a câtorva personaje diferite în încercările lor de a înlătura orice obstacol uman din calea intențiilor lor.
Este cel mai violent film grafic al lui Bava, având o uriașă influență asupra (sub)genului de filme slasher de-a lungul unui deceniu de la apariția acestui film.  În 2005, revista Total Film a catalogat acest film ca fiind unul dintre cele mai îngrozitoare 50 de filme din toate timpurile.

## Actori
- Claudine Auger este Renata
- Luigi Pistilli este Albert
- Claudio Camaso este Simon
- Anna Maria Rosati este Laura
- Cristea Avram este Frank Ventura
- Leopoldo Trieste este Paolo Fossati
- Laura Betti este Anna Fossati
- Brigitte Skay este Brunhilda
- Isa Miranda este Contesa Federica Donati
- Paola Montenero este Denise
- Nicoletta Elmi este fata lui Renata et Albert
- Guido Boccaccini este Duke
- Roberto Bonanni este Robert
- Giovanni Nuvoletti este Contele Filippo Donati
- Renato Cestiè este băiatul lui Renata & Albert (nemenționat)
- Nicoletta Elmi este fata lui Renata & Albert (nemenționat)

## Vezi și
- Giallo